# Kaiserpokal 1935
Der Kaiserpokal 1935 war die fünfzehnte Austragung des Kaiserpokals, des höchsten japanischen Fußballpokalwettbewerbs. Sieger des Wettbewerbs waren die All Keijo Shukyudan.

## Ergebnisse

### Viertelfinale
|                                         | Ergebnis |                                  |
| --------------------------------------- | -------- | -------------------------------- |
| Naturwissenschaftliche Hochschule Tokio | 4:2      | Kaiserliche Universität Hokkaidō |
| Kandai Club                             | 4:2      | Sendai Club                      |

### Halbfinale
|                                         | Ergebnis |                           |
| --------------------------------------- | -------- | ------------------------- |
| Naturwissenschaftliche Hochschule Tokio | 3:0      | Kandai Club               |
| All Keijo Shukyudan                     | 6:0      | Nagoya Commercial College |

### Finale
|                                         | Ergebnis |                     |
| --------------------------------------- | -------- | ------------------- |
| Naturwissenschaftliche Hochschule Tokio | 1:6      | All Keijo Shukyudan |